# Chlorid antimoničný
Chlorid antimoničný je anorganická sloučenina s vzorcem SbCl5. Jedná se o bezbarvou kapalinu, která je ale často zbarvena do žluta. V přítomnosti vlhkosti hydrolyzuje za uvolnění chlorovodíku.

## Příprava
Připravuje se reakcí plynného chloru s chloridem antimonitým.
SbCl3 + Cl2 → SbCl5

## Reakce
Chlorid antimoničný hydrolyzuje za vzniku kyseliny chlorovodíkové a oxidu-chloridu antimoničného.
SbCl5 + H2O → SbOCl3 + 2 HCl
Tuto reakci lze potlačit vysokou koncentrací chloridů, pak vzniká komplexní anion hexachloroantimoničný:
SbCl5 + Cl− → SbCl -
6 
Vytváří řadu aduktů s Lewisovými bázemi. Má také silné oxidační vlastnosti.

## Využití
Využívá se jako katalyzátor polymerizací a na chloraci organických sloučenin.